# Airbus A400M
Az Airbus A400M Atlas négy légcsavaros, felső szárnyas közepes katonai szállító repülőgép, melyet az Airbus S.A.S. fejleszt francia, angol, német, spanyol, olasz, belga, török és luxemburgi megrendelésre, főleg a Transall C–160 és a C–130 Hercules repülőgépek leváltására. Elsőként a Francia Légierőnél állították szolgálatba 2013-ban. Gyártása az Airbus Defence and Space sevillai üzemében folyik.

## Története
A repülőgép első felszállása (kb. 2 éves késés után, melyet elsősorban az új hajtómű lassú fejlesztése okozott) 2009-ben volt. A repülőgépet megrendelte Malajzia és Dél-Afrika légiereje is, bár utóbbi 2009. november 5-én kilépett a programból.
Röviddel a típus első felszállása után, 2010 januárjában a fejlesztést vezető EADS bejelentette, hogy a megnövekedett fejlesztési költségek miatt leáll a fejlesztéssel, ha a megrendelők nem biztosítanak újabb pénzeket.
A többletköltség mintegy 7 milliárd USD volt.
A gép 2 db támadó helikoptert vagy 116 katonát képes szállítani úgy, hogy harci körülmények között is manőverezhető marad. A szénszálas kompozit anyagokból készült szárnyaknak viszonylag kis súlya van, ezzel a gép összsúlya is kisebb. Azért alkalmaznak légcsavart sugárhajtómű helyett, mert így a gép poros földúton is képes leszállni (ilyen körülmények között egy sugárhajtómű kavicsokat szívna fel a talajról és ez a hajtómű tönkremenésével jár). A gép nagyjából kétszer annyi terhet képes szállítani, mint a Super Hercules C-130J.
A gép hatodik, Grizzly 5 gyári jelzésű példányával 2012. december elején fejeződtek be a 300 órás funkcionális és megbízhatósági tesztek. Ezek alapján a gép 2013 elején kapja meg a polgári és katonai típusengedélyeket. Az első sorozatgyártású példányt (amely a típus hetedik példánya lesz) 2013. augusztus 1-én adták át a Francia Légierőnek. Az Airbus Franciaország számára 2013-ban további két gépet fog szállítani. A típus második üzemeltetője Törökország lett, amely szintén 2013 folyamán kapta meg az első A400M-t. Az első török A400M 2013. augusztus 9-én szállt fel Sevillából. Nagy-Britannia, Németország és Malajzia 2014-ben kapja meg az első megrendelt gépeket.

## Rendelések
2009-es állapot szerint az alábbi rendeléseket adták az A400M-re:

- Németország – 53 db – Németország eredetileg 60 darabot rendelt. Ezt a mennyiséget 2010 októberében 53 darabra csökkentették.[7] Felmerült, hogy Németország a csökkentett mennyiségből is eladna 13 darabot és csak 40 gépet állít szolgálatba.[8]
- Franciaország – 50 db[9]
- Spanyolország – 27 db. Az első spanyol gép berepülése 2016 októberében zajlott le. A gépet a Zaragozában állomásozó 31-es repülőszázad kapja.[10]
- Egyesült Királyság – 22 db – eredetileg 25 gépre adtak le rendelést, ezt 22-re csökkentették.
- Törökország – 10 db
- Dél-afrikai Köztársaság – 8 db: 2009. november 4-én a dél-afrikai kormány visszavonta a nyolc gépes megrendelését, elsőként a megrendelők közül. Okokként a megnövekedett költségeket és a folyamatosan csúszó átadási határidőt jelölték meg. Az Armscor jelentése szerint az 1,5 milliárd eurós költség 4,2 milliárdra nőtt, az átadás pedig 6 évet csúszik. A kabinet szerint „ez a teher megfizethetetlen az adófizetőknek”.[11]
- Belgium – 7 db
- Malajzia – 4 db
- Luxemburg – 1 db

## Balesete
Ez ezidáig első és egyetlen katasztrófa 2015. május 9-én történt a géppel. A Török Légierőnek épített repülőgép röviddel a sevillai San Pablo repülőtérről végrehajtott felszállás után lezuhant. A géppel az Airbus munkatársai végeztek tesztrepülést. A felszállás után műszaki hibát jeleztek és a felszállás megszakítva kényszerleszállást akartak végrehajtani. A jelentős magasságot vesztett gép a kényszerleszállás során villamos távvezetéknek ütközött és lezuhant. A személyzet négy tagja életét vesztett, a két túlélő súlyos sérüléseket szenvedett.